# Faden-Fingerhirse
Die Faden-Fingerhirse (Digitaria ischaemum), auch Kahle Fingerhirse genannt, ist eine Pflanzenart innerhalb der Gattung der Fingerhirsen (Digitaria) und damit auch der Familie der Süßgräser (Poaceae).

## Beschreibung

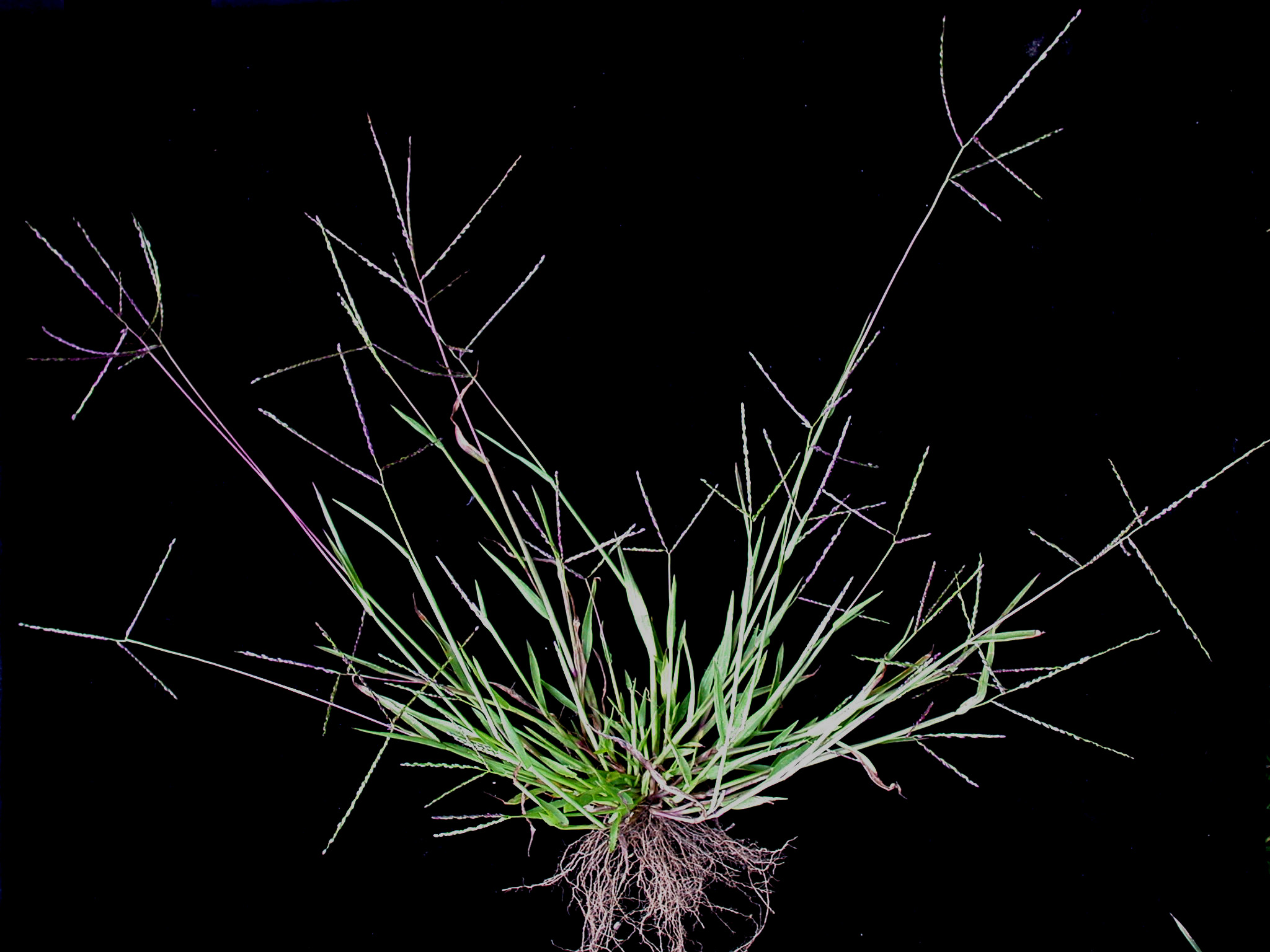
Habitus

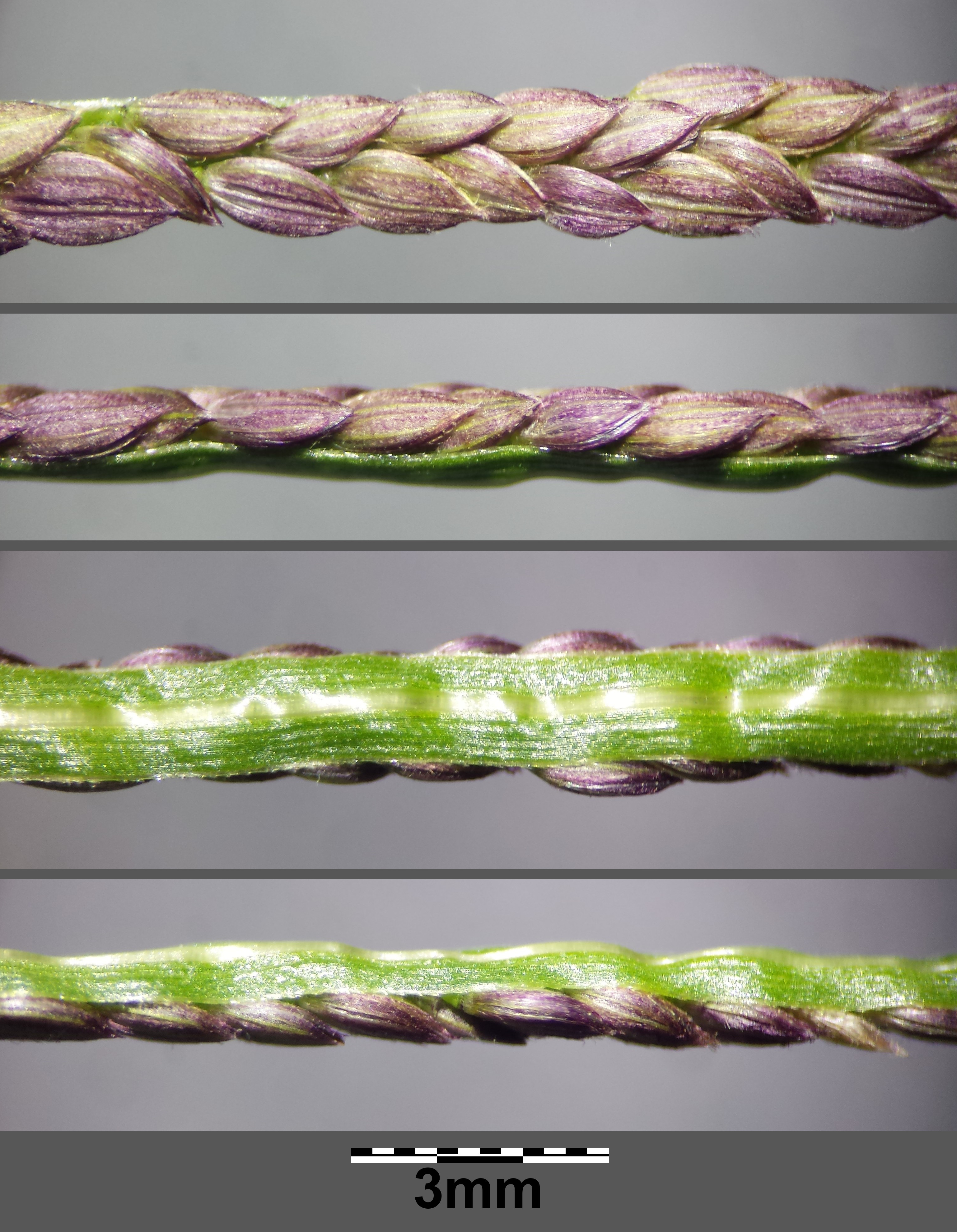
Ährchen von Digitaria ischaemum

### Vegetative Merkmale
Die Pflanze ist einjährig, wächst büschelig und meist niederliegend. Ihre Halme werden 10–30(–59) Zentimeter lang. Der Halm hat nur 4–6 Knoten. Die Blattscheiden sind etwas zusammengedrückt, die unteren manchmal in ihrer ganzen Länge dicht mit höchstens einen Millimeter langen Haaren bedeckt. Die oberen Blattscheiden sind kahl. Die Ligula ist ein gleichmäßig breiter häutiger Saum. Die Blattspreiten sind 2–10 Zentimeter lang und 2–6 Millimeter breit. Sie sind beiderseits kahl.

### Generative Merkmale
Die Blütezeit ist Juli bis Oktober. Die Blütenrispe besteht aus 2–6 in einen Quirl am Halm-Ende angeordneten oder im Abstand von 5–10 Millimeter übereinanderstehenden Trauben zusammengesetzt. Die Ährchen stehen in der Mitte der Traube zu dritt, sonst zu zweit. Die Ährchen sind 2–2,5 Millimeter lang, eiförmig. Die untere Hüllspelze fehlt oder ist nur ein kurzer Saum. Die obere Hüllspelze ist 3- bis 5-nervig, so lang wie das Ährchen und zwischen den Nerven dicht mit hakenförmigen Haaren besetzt. Die Deckspelze des unteren, sterilen Ährchens ist 5- bis 7-nervig und so lang wie das Ährchen. Sie ist lang-eiförmig und etwas zugespitzt. Die Deckspelze des oberen zwittrigen Ährchens ist wenig kürzer als das Ährchen, zugespitzt, glänzend und kahl. Die Staubbeutel sind 0,6–0,8 Millimeter lang.
Die Chromosomenzahl ist 2n = 36.

## Vorkommen
Das Verbreitungsgebiet erstreckt sich ursprünglich vom südöstlichen Mitteleuropa und Südeuropa bis Japan. In Amerika und in vielen anderen Ländern ist die Art ein Neophyt. In Europa kommt sie in fast allen Ländern vor; sie fehlt nur in Irland, Nordmazedonien, in Montenegro und kommt eingeschleppt vor in Norwegen, Lettland und Kosovo und die Ursprünglichkeit ist zweifelhaft in der Slowakei und in Litauen.
Sie gedeiht in Mitteleuropa auf frischen, nährstoffreichen, meist kalkarmen, mäßig sauren, lehmig-tonigen Sandböden in humider Klimalage. Sie ist eine Charakterart des Digitarietum ischaemi aus dem Unterverband Digitario-Setarienion, kommt aber auch in Gesellschaften der Verbände Polygonion avicularis oder Nanocyperion vor. Sie steigt im Kanton Wallis bei Gondo bis 860 Meter, in Tirol bei Kitzbühel bis 1100 Meter Meereshöhe auf. In Kalifornien in Colorado erreicht sie sogar 2000 Meter.
Die ökologischen Zeigerwerte nach Landolt et al. 2010 sind in der Schweiz für Digitaria ischaemum aggr. (umfasst Digitaria ischaemum und Digitaria violascens): Feuchtezahl F = 3w (mäßig feucht aber mäßig wechselnd), Lichtzahl L = 4 (hell), Reaktionszahl R = 3 (schwach sauer bis neutral), Temperaturzahl T = 4 (kollin), Nährstoffzahl N = 3 (mäßig nährstoffarm bis mäßig nährstoffreich), Kontinentalitätszahl K = 4 (subkontinental).

## Taxonomie und Systematik
Die Faden-Fingerhirse wurde 1804 von Johann Christian Daniel von Schreber als Panicum inschaemum in Specimen Florae Erlangensis, ed. 1, S. 16 bis 17 erstbeschrieben. Die Art wurde 1813 von Gotthilf Henry Ernest Muhlenberg als Digitaria ischaemum (Schreb.) Muhl. in Catalogus Plantarum Americae Septentrionalis S. 9 in die Gattung Digitaria gestellt. Digitaria ischaemum (Schreb.) Muhl. hat die Synonyme: Panicum ischaemum Schreb., Panicum lineare Krock., Digitaria glabra (Schrad.) P.Beauv., Digitaria humifusa Pers.
Man kann 2 Unterarten unterscheiden:
- Digitaria ischaemum subsp. asiatica (Tzvelev) Tzvelev (Syn.: Digitaria asiatica Tzvelev): Sie kommt im asiatischen Teil der Türkei, in Armenien, Aserbaidschan, Georgien und im Kaukasusraum vor.[3]
- Digitaria ischaemum subsp. ischaemum.